# Eleição municipal de São José do Rio Preto em 2020
A eleição municipal de São José do Rio Preto em 2020 ocorreu no dia 15 de novembro, tendo sida definida em um único turno, sem a necessidade de um segundo turno que ocorreria em 29 de novembro. Esta cidade paulista possui 464.983 habitantes dentre os quais 332.540 são eleitores que neste dia votaram para definir o seu prefeito e os seus 17 vereadores. 

## Antecedentes

### Cláusula de barreira
Nesta eleição entrará em vigor a regra da "cláusula de barreira". Os partidos teriam de obter, nas eleições para a Câmara dos Deputados de 2018, pelo menos 1,5% dos votos válidos, em ao menos um terço das unidades da federação, com ao menos 1% dos votos válidos em cada uma delas; ou ter eleito pelo menos 9 deputados, distribuídos em ao menos, um terço das unidades da federação. Os partidos que não atingiram estes números podem ficar sem receber o financiamento do fundo partidário, além de não terem direito ao tempo de TV. Portanto os seguintes partidos serão afetados: UP, PCO, PCB, PSTU, REDE, PMN, PMB, DC, PTC e PRTB.

### Pandemia de COVID-19
As eleições municipais de 2020 estão sendo marcadas, antes mesmo de iniciada a campanha oficial, pela pandemia do coronavírus SARS-CoV-2 (causador da COVID-19), o que está fazendo com que os partidos remodelem suas metodologias de pré-campanha. O Tribunal Superior Eleitoral (TSE) autorizou os partidos a realizarem as convenções para escolha de candidatos aos escrutínios por meio de plataformas digitais de transmissão, para evitar aglomerações que possam proliferar o vírus.
Além disso, a partir deste pleito, será colocada em prática a Emenda Constitucional 97/2017, que proíbe a celebração de coligações partidárias para as eleições legislativas, o que pode gerar um inchaço de candidatos ao legislativo. Conforme reportagem publicada pelo jornal Brasil de Fato em 11 de fevereiro de 2020, o país poderá ultrapassar a marca de 1 milhão de candidatos a prefeito, vice-prefeito e vereador neste escrutínio, o que não seria necessariamente bom, na opinião do professor Carlos Machado, da UnB (Universidade de Brasília): “Temos o hábito de criticar de forma intensa a coligação partidária, sem parar para refletir sobre os elementos positivos dela. O número de candidatos que um partido pode apresentar numa eleição, varia se ele estiver dentro de uma coligação, porque quando os partidos participam de uma coligação, eles são considerados como um único partido", afirmou Machado na reportagem.

## Candidaturas oficiais[6][7]
| Nº | Nome                        | Partido      | Vice                      | Coligação                                                                                            | Citação |
| -- | --------------------------- | ------------ | ------------------------- | --- | ------- |
| 10 | Coronel Helena Reis         | Republicanos | Cláudio Bolonhesi (PTB)   | "Mudança com Segurança Republicanos, PTB e Solidariedade                                             | [ 8 ]   |
| 12 | Carlos Arnaldo              | PDT          | Lawrence Garcia (PV)      | "Rio Preto Pode Mais" PDT, REDE, PV                                                                  | [ 9 ]   |
| 13 | Celi Regina                 | PT           | João Alfredo (PT)         | partido isolado                                                                                      | [ 10 ]  |
| 15 | Edinho Araújo               | MDB          | Orlando Bolçone (DEM)     | "Rio Preto Muito Mais" MDB, DEM, PSDB, PSD, PP, PL, Patriota, Avante, Cidadania, Podemos, PROS e PMB | [ 11 ]  |
| 17 | Marco Casale                | PSL          | Terezinha Pachá (PSB)     | "Rio Preto de Verdade" PSL, PSB, PTC e PSC                                                           | [ 12 ]  |
| 27 | Rogério Vinícius dos Santos | DC           | Valquíria Faganelli (DC)  | "Rio Preto de Mãos Limpas" DC e PMN                                                                  | [ 13 ]  |
| 28 | Paulo Bassan                | PRTB         | Marcelo Zola Peres (PRTB) | partido isolado                                                                                      | [ 14 ]  |
| 30 | Filipe Machesoni            | NOVO         | Aglaé Antunes (NOVO)      | partido isolado                                                                                      | [ 15 ]  |
| 50 | Marco Antônio Rillo         | PSOL         | Luciana Fontes (PSOL)     | partido isolado                                                                                      | [ 16 ]  |
| 65 | Carlos Alexandre            | PCdoB        | Merli Diniz (PCdoB)       | partido isolado                                                                                      | [ 17 ]  |

## Debates eleitorais
O primeiro debate da eleição foi realizado na OAB de Rio Preto no dia 20 de outubro de 2020, às 19h30, estando presentes os 10 candidatos, foi transmitido via streaming pelo Facebook e pelo Youtube. O segundo aconteceu entre os dias 21 e 22 de outubro, realizado pelo LIDE, Grupo de Líderes Empresariais do Noroeste Paulista, 8 dos 10 candidatos foram convidados e se dividiram por 4 presentes por 2 dias, sendo que no segundo dia apenas 3 dos 4 estiveram presentes, o candidato do PSOL, Marco Rillo preferiu se ausentar pelo motivo de ser um debate presencial, a Lide transmitiu o debate via streaming em seu canal do Youtube, e na sua página do Facebook. No dia 4 de novembro de 2020, houve um debate realizado pela TV Bandeirantes Paulista, e exibido para as 285 cidades da área de cobertura da emissora, a partir das 22h45, sendo convidados somente candidatos de partidos com bancada de ao menos 5 representantes no Congresso Nacional, estando presentes 8 dos 10 candidatos, 2 não foram convidados por não atingirem o critério necessário, o debate da emissora também foi transmitido pelo Youtube e pelo Facebook. No dia 5 de novembro, o sindicato dos Trabalhadores em Educação Municipal realizou um debate virtual com 5 dos 10 candidatos, transmitido pelo Youtube. E no dia 10 de novembro, o jornal Diário da Região realizou um debate com os 10 candidatos presentes, transmitido pelo Youtube e pelo Facebook. 

## Resultados eleitorais

### Poder Executivo
| Candidato         | Partido                                         | Número de Votos        |
| ----------------- | ----------------------------------------------- | ---------------------- |
| Edinho Araújo     | Movimento Democrático Brasileiro (MDB)          | 111.525 votos (54,84%) |
| Coronel Helena    | Republicanos                                    | 55.234 votos (27,16%)  |
| Marco Casale      | Partido Social Liberal (PSL)                    | 9.984 votos (4,87%)    |
| Marco Rillo       | Partido Socialismo e Liberdade (PSOL)           | 8.299 votos (4,08%)    |
| Paulo Bassan      | Partido Renovador Trabalhista Brasileiro (PRTB) | 6.291 votos (3,09%)    |
| Filipe Marchesoni | NOVO                                            | 4.214 votos (2,07%)    |
| Celi Regina       | Partido dos Trabalhadores (PT)                  | 3.571 votos (1,76%)    |
| Carlos Arnaldo    | Partido Democrático Trabalhista (PDT)           | 2.314 votos (1,14%)    |
| Rogério Vinícius  | Democracia Cristã (DC)                          | 1.487 votos (0,73%)    |
| Carlos Alexandre  | Partido Comunista do Brasil (PCdoB)             | 526 votos (0,26%)      |
| Votos válidos     | Votos válidos                                   | 203.355 votos (89,05%) |
| Votos brancos     | Votos brancos                                   | 9.667 votos (4,23%)    |
| Votos nulos       | Votos nulos                                     | 15.346 votos (6,72%)   |

### Poder Legislativo
| Vereador                 | Partido                                        | Número de votos |
| ------------------------ | ---------------------------------------------- | --------------- |
| Robson Ricci             | Republicanos                                   | 6.947 votos     |
| Karina Caroline          | Republicanos                                   | 4.655 votos     |
| Fabio Marcondes          | Partido Liberal (PL)                           | 4.604 votos     |
| Paulo Pauléra            | Partido Progressista (PP)                      | 4.279 votos     |
| João Paulo Rillo         | Partido Socialismo e Liberdade (PSOL)          | 4.272 votos     |
| Peixão                   | Movimento Democrático Brasileiro (MDB)         | 4.252 votos     |
| Renato Pupo              | Partido da Social-Democracia Brasileira (PSDB) | 4.024 votos     |
| Pedro Roberto            | PATRIOTA                                       | 3.594 votos     |
| Bruno Moura              | Partido da Social-Democracia Brasileira (PSDB) | 3.482 votos     |
| Jorge Menezes            | Partido Social-Democrático (PSD)               | 3.164 votos     |
| Coronel Jean Charles     | Movimento Democrático Brasileiro (MDB)         | 2.954 votos     |
| Cláudia de Giuli         | Movimento Democrático Brasileiro (MDB)         | 2. 922 votos    |
| Junior                   | Democratas (DEM)                               | 2.764 votos     |
| Bruno Marinho das Bombas | PATRIOTA                                       | 2.712 votos     |
| CB Julio Donizete        | Partido Social-Democrático (PSD)               | 2.535 votos     |
| Anderson Branco          | Partido Liberal (PL)                           | 2.494 votos     |
| Odélio Chaves            | Progressistas (PP)                             | 2.269 votos     |